# 動画共有サービス
動画共有サービス（どうがきょうゆうサービス、全称：インターネット動画共有サービス、英: online video sharing service）は、インターネット上のサーバに不特定多数の利用者が投稿した動画を、不特定多数の利用者で共有して視聴できるソーシャルメディアである。

## 歴史
1990年代のマルチメディアとインターネットのブームの後、ブロードバンド接続が整い始めた2005年頃のWeb 2.0と呼ばれる動きの中で実用的な動画共有サービスが次々と登場した背景がある。
インターネットが一般に広がり始めた1997年、最初の動画共有サイト「shareyourworld.com」が開設。このサイトは、個人が撮影したビデオをウェブで販売代行してくれるサービスだった。
初期における動画共有はサーバーに直接動画をアップするFTP（File Transfer Protocol）のアプリケーションにより行われていた。
動画配信サービスが乏しかった2000年代前半頃は、WMP（Windows Media Player）、RealPlayer、QuickTimeによる動画視聴が主流だった。WMPはWMP形式の動画をURLで開き、Windows Media Playerで再生する技術である。しかしこの技術は別途専用ソフトが必要であり、再生可能な環境も限られる。ブラウザ上で直接視聴もできない面倒な規格だったため、YouTubeなどの動画配信サービスが開始してから次第に使われなくなった。
2003年から2005年にかけて、「Metacafe」（2003年）や「Pandora TV」（2004年10月）、「Vimeo」（2004年11月）、「google video」（2005年1月）、「Dailymotion」（2005年3月）、「Tudou」（2005年4月）、「56.com」（2005年4月）、「YouTube」（2005年2月ドメイン登録・2005年5月一般公開）などで動画共有サイトが次々と登場した。それらはブラウザ以外にFlash Playerのインストールが必要で、ブログやSNSとの連携も容易だった。
2005年12月にYouTubeは、サタデー・ナイト・ライブ内で放映された「Lazy Sunday」の無許諾投稿で人気に火が付きその他動画共有サイト抜いて英語圏市場でのトップサイトとなった。2006年11月にGoogleに買収が完了し2007年1月、米国市場ではYouTube一強体制による動画共有サイトの淘汰が始まった。
2015年3月にYouTubeが、2015年9月にFacebookが、360度ビデオに対応した。

### ショート動画
2012年8月にショート動画共有サービスVineがリリースされショート動画が台頭するがのちにサービス終了となる。
2017年8月、同じくショート動画共有サービスの抖音はグローバル版であるTikTokをリリースし、2017年11月TikTokが日本のApp Store無料アプリランキングで第1位に、2017年12月中国版の抖音が中国のApp Store無料アプリランキングで1位に、2018年1月TikTokがタイのApp Store無料アプリランキングで1位に、2018年10月TikTokがアメリカのApp Storeアプリランキングで1位となり、2018年第1四半期から2019年第1四半期の5期連続TikTokがFacebook、Youtube、Instagramを押さえてApp Storeでアプリランキングで1位となった。
この影響でモバイル向けショートビデオアプリが次々と登場した。

### 日本
日本の動画共有サイトは少なくとも1998年から存在したが、サーバーのハードの容量や回線の細さから流行しなかった上にそのひとつはモザイク無しの猥褻映像の連続投稿ために閉鎖に追いやられた。
2000年代前半、ADSLの普及に伴い、個人が無料で動画をアップロードして公開できる動画配信サービス「e-movie 」（2001年）の登場や、Napster（1999年）やWinny（2002年）などファイル共有ソフトが流行した。
2006年2月、日本からYouTubeへの平均訪問者数212万人を超え、平均利用時間は米国ユーザーを上回るなどYouTubeによる動画共有ブームが始まった。
YouTubeへのTVアニメの無許諾投稿で人気に火が付いた「涼宮ハルヒの憂鬱」などの成功事例が出てきた為、ユーザー生成コンテンツに対する著作権者の眼も和らぎ角川やJASRACなどが前向きな対応をするようになった。
2006年から2007年にかけてYouTubeなどの動画投稿サイトのAPI機能を利用した寄生型動画サイトと呼ばれる、YouTubeの動画上にユーザーが流れるコメントを付けられるサービス（弾幕ビデオ）の「ニコニコ動画（仮）」（2006年12月、2007年3月に動画共有サービス化）、YouTubeの動画上に投稿者が字幕を付けられるサービスの「字幕.in」（2007年1月）、YouTubeをテレビのように連続再生する機能とYouTubeをテレビで見る機能を備えた動画サービスの「Rimo」（2007年2月）「DARAO(ダラオ)」「CGM TV！ DOGGAWii（ドガウィー）」「oreseg(オレセグ)」などマッシュアップサービスが次々と登場した。
2005年から2007年にかけて「FlipClip」「AmebaVision」、「ワッチミー!TV 」、「zoome」などの日本発の動画共有サービスが次々と登場したが、米国市場と同じくYouTube一強体制による波には抗えず、2007年当時日本市場2位の「ニコニコ動画」が存続する程度である。

## 主な動画共有サービス
| サービス名               | 運営会社/所有者                                                                        | 開始年 | 国                          | 使用言語     | ビデオの種類                                      | 備考 |
| ------------------------ | -------------------------------------------------------------------------------------- | ------ | --------------------------- | ------------ | ------------------------------------------------- | --- |
| Vimeo                    | Vimeo.com, Inc. Vimeo, Inc                                                             | 2004   | アメリカ合衆国              | 英語         | 一般ビデオ 360度ビデオ                            | プロの映像クリエイターと法人向けの動画共有サービス 無料プランでの投稿可能な動画数は月々2本の動画アップロード制限で合計25本の動画まで インフラとしてGoogle Cloud Platformを使用（法人向けではAkamaiを併用） |
| Dailymotion              | DAILYMOTION SA Canal+ SA                                                               | 2005   | フランス                    | 18言語       | 一般ビデオ 360度ビデオ                            | 2015年にVivendiの傘下となり、2024年にCanal+の傘下となる。 |
| YouTube                  | Google LLC Alphabet Inc.                                                               | 2005   | アメリカ合衆国              | 76言語       | 一般ビデオ 180度ビデオ 360度ビデオ ショートビデオ | 2006年11月にGoogle傘下となる。 |
| 56.com                   | 捜狐                                                                                   | 2005   | 中国                        | 中国語       |                                                   | 2014年捜狐傘下となり搜狐视频と統合。 動画投稿機能は残っているが、動画コンテンツは搜狐视频のもの |
| Rutube                   | Gazprom-Media Holding ガスプロムバンク                                                 | 2006   | ロシア                      | ロシア語     |                                                   | |
| Youku                    | アリババグループ                                                                       | 2006   | 中国                        | 中国語       | 弾幕ビデオ                                        | 2015年アリババグループ傘下となる。 |
| ニコニコ動画             | DWANGO Co.,Ltd. KADOKAWA                                                               | 2006   | 日本                        | 日本語       | 弾幕ビデオ                                        | 画面上にコメントが流れる弾幕ビデオサイトの祖 初期は、YouTubeなどの動画にコメントを流す寄生型動画サイト 2007年3月に動画投稿サービス「SMILEVIDEO」を開始したことで、動画共有サイトとなる。                   |
| XVideos                  | WGCZ Holding                                                                           | 2007   | チェコ                      |              | アダルトビデオ                                    | |
| xHamster                 | hammy media, ltd.                                                                      | 2007   | キプロス                    |              | アダルトビデオ 360度ビデオ                        | |
| Pornhub                  | Aylo Freesites Ltd                                                                     | 2007   | カナダ                      |              | アダルトビデオ 360度ビデオ                        | |
| RedTube                  | Aylo Freesites Ltd                                                                     | 2007   | カナダ                      |              | アダルトビデオ 360度ビデオ                        | |
| FC2動画                  | FC2,Inc.                                                                               | 2007   | アメリカ合衆国              | 12言語       | 一般ビデオ アダルトビデオ                         | アダルト動画にも対応。 日本からの利用者が多い。 |
| AcFun                    | 北京弹幕网络科技有限公司 北京快手科技有限公司                                          | 2007   | 中国                        | 中国語       | 弾幕ビデオ                                        | 初期は寄生型アニメ動画サイト 2008年に中国のサイトで2番目に弾幕ビデオを導入 2018年快手傘下となる |
| IQIYI                    | 北京爱奇艺科技有限公司 百度                                                            | 2010   | 中国                        | 中国語       | 弾幕ビデオ 360度ビデオ                            | 動画投稿ができるプロコンテンツがメインの動画配信サービス |
| 好看视频                 | 百度                                                                                   |        | 中国                        | 中国語       | ショートビデオ                                    | |
| 度小视                   | 百度                                                                                   |        | 中国                        | 中国語       | ショートビデオ                                    | |
| Bilibili                 | Bilibili Inc.                                                                          | 2010   | 中国                        | 中国語       | 弾幕ビデオ                                        | 初期は寄生型動画サイト |
| 騰訊視頻                 | テンセント                                                                             | 2011   | 中国                        | 中国語       | 弾幕ビデオ                                        | プロコンテンツメインの動画配信サービス |
| 搜狐视频                 | 捜狐                                                                                   |        | 中国                        | 中国語       |                                                   | プロコンテンツメインの動画配信サービス、2011年に動画投稿機能を追加 |
| Aparat                   | SabaIdea                                                                               | 2011   | イラン                      | ペルシア語   |                                                   | イラン市場1位の動画サイト |
| Rumble                   | Rumble Inc.                                                                            | 2013   | カナダ                      | 英語         |                                                   | 本部はカナダのトロントとアメリカ合衆国のフロリダ州の2か所にある。 |
| Namasha                  |                                                                                        | 2014   | イラン                      | ペルシア語   |                                                   | |
| Dalfak                   |                                                                                        | 2014   | イラン                      | ペルシア語   |                                                   | |
| 快手                     | 北京快手科技有限公司 （北京快手テクノロジー株式会社）                                  | 2014   | 中国                        | 中国語       | ショートビデオ                                    | 2018年AcFunを買収 |
| Tamasha                  | Farakav Holding                                                                        | 2015   | イラン                      | ペルシア語   |                                                   | |
| TikTok（抖音）           | TikTok Pte. Ltd. TikTok Inc. TikTok Technology Ltd. 北京微播视界科技有限公司 ByteDance | 2016   | 中国                        | 34言語       | ショートビデオ                                    | |
| 西瓜视频（Xigua Video）  | 北京抖音信息服务有限公司 ByteDance                                                     | 2017   | 中国                        |              | 弾幕ビデオ                                        | |
| 美拍                     | Meitu, Inc.                                                                            |        | 中国                        |              | ショートビデオ                                    | |
| 新浪微博                 | 新浪公司                                                                               |        | 中国                        |              |                                                   | SNSの動画投稿機能。微博内の视频にまとめられている。 |
| 小紅書                   | 行吟信息科技（上海）有限公司                                                           |        | 中国                        | 中国語       | ショートビデオ                                    | SNSの動画投稿機能。 |
| Likee                    | BIGO TECHNOLOGY PTE. LTD./JOYY Inc.                                                    | 2017   | シンガポール                |              | ショートビデオ                                    | |
| BitChute                 | Bit Chute Limited                                                                      | 2017   | イギリス                    | 英語         |                                                   | BitTorrent技術を利用したP2Pベースの分散型動画共有サービス |
| Veto.social              |                                                                                        | 2018   | イギリス                    |              |                                                   | |
| Fruitlab                 | FruitLab Media Limited                                                                 | 2018   | イギリス                    |              |                                                   | ブロックチェーンを活用したゲームやeスポーツなどに特化しているソーシャルプラットフォームで動画投稿機能がある。また「Slices」というショート動画の投稿機能もある。但し、ライブ動画配信機能がない。            |
| Brighteon                | Webseed, LLC                                                                           |        | アメリカ合衆国              | 英語         |                                                   | |
| Triller                  | Triller, Inc.                                                                          | 2015   | アメリカ合衆国              |              | ショートビデオ                                    | |
| Playeur                  | Playeur, Inc.                                                                          | 2018   | アメリカ合衆国              |              |                                                   | 旧Utreon |
| StoryFire                | StoryFire, Inc.                                                                        | 2017   | アメリカ合衆国              | 英語         |                                                   | |
| Odysee                   | LBRY Inc.                                                                              | 2020   | アメリカ合衆国              | 英語         |                                                   | 分散型動画共有サービス。 |
| cozy.tv                  |                                                                                        | 2021   | アメリカ合衆国              | 英語         |                                                   | Cozi TVとは無関係 |
| Gab                      | Gab AI, Inc.                                                                           | 2016   | アメリカ合衆国              |              | ショートビデオ                                    | 「Clips」名義でSNS内で提供されている。 かつては一般ビデオも「Gab TV」名義で提供されていた。 |
| Gettr                    | GETTR USA, Inc                                                                         | 2021   | アメリカ合衆国              |              | ショートビデオ                                    | 「GTok」名義でSNS内で提供されている。 |
| Parler                   | PDS Partners, LLC                                                                      | 2024   | アメリカ合衆国              |              | 一般ビデオ ショートビデオ                         | 一般ビデオは「PlayTV」名義で、ショートビデオは「Bursts」名義でSNS内で提供されている。 |
| Instagram                | Instagram, LLC Meta Platforms, Inc.                                                    |        | アメリカ合衆国              |              | ショートビデオ                                    | 写真共有アプリの動画投稿機能「Instagram Reels」。 |
| Facebook                 | Meta Platforms, Inc.                                                                   |        | アメリカ合衆国              | 102言語      | 一般ビデオ ショートビデオ                         | SNSの動画投稿機能。Facebook内のFacebook Watchにまとめられている。 |
| X                        | X Corp.                                                                                |        | アメリカ合衆国              |              | ショートビデオ                                    | SNSの動画投稿機能。2023年7月までのサービス名はTwitter。 |
| Newgrounds               |                                                                                        |        | アメリカ合衆国              | 英語         |                                                   | 動画は、アニメコンテンツのみ。 |
| Full30                   |                                                                                        |        | アメリカ合衆国              |              |                                                   | 火器関連に特化した動画共有サービス |
| VK Video                 | V Kontakte LLC VK Company МФ технологии                                                |        | ロシア                      | 86言語       | 一般ビデオ ショートビデオ                         | SNSの動画投稿機能。一般ビデオは「VK Video」、ショートビデオは「Clips」として提供されている。 МФ технологииの株主はSOGAZとGazprombankで、Gazpromの統制を受けている。                                        |
| Одноклассники            | ООО ВК VK Company МФ технологии                                                        |        | ロシア                      |              |                                                   | SNSの動画投稿機能 |
| Zen                      | VK Company МФ технологии                                                               | 2021   | ロシア                      |              | 一般ビデオ ショートビデオ                         | 一般ビデオは「Zen Video」、ショートビデオは「Rollers」として提供されている。 元はYandexの事業だったが2022年8月にVK Companyが買収した。 現在Mail.Ruで見れる動画はZenのものである。                          |
| LOOKY                    | MOTIVATION SOLUTIONS LLC                                                               | 2022   | ロシア                      |              | ショートビデオ                                    | 写真共有アプリの動画投稿機能。 |
| kakaoTV                  | Kakao Corp.                                                                            |        | 韓国                        | 朝鮮語       |                                                   | |
| rediff.com               | Rediff.Com India Ltd                                                                   |        | インド                      | 英語         |                                                   | ニュースサイトの動画投稿機能 |
| Mover.uz                 |                                                                                        |        | ウズベキスタン              |              |                                                   | |
| Prantle                  | Prantle Inc. Prantle Limited                                                           |        | アメリカ合衆国 ナイジェリア |              | ショートビデオ                                    | 旧Ogelle |
| SAPO Vídeos              | Altice Europe                                                                          |        | ポルトガル                  |              |                                                   | ポータルサイトの動画投稿機能 |
| Vbox7                    | NetInfo                                                                                |        | ブルガリア                  | ブルガリア語 |                                                   | |
| Internet Archive         |                                                                                        |        | アメリカ合衆国              |              |                                                   | |
| ウィキメディア・コモンズ |                                                                                        |        | アメリカ合衆国              | 287言語      |                                                   | |
| ハコスコストア           | 株式会社ハコスコ                                                                       | 2015   | 日本                        |              | 360度ビデオ                                       | 360°パノラマ動画共有サービス |
| PeerTube                 |                                                                                        | 2018   | 世界                        |              |                                                   | WebTorrent技術を利用したP2Pベースの分散型動画共有サービス。 動画共有サイト作成ソフト。 |

### 終了した動画共有サービス

#### 日本（終了）
- FlipClip[38][29][25]
- Movie Caste[39][40]
- mooom.jp[41][42]
- TVbreak - 2006年2月パンドラTVの日本版として開始、2007年4月TVブレイクに変更しその後閉鎖。
- フォト蔵[43] - 2006年3月動画共有サービスを開始・2011年9月動画共有サービスを終了。かつてソフトバンク傘下のジンガジャパン（旧ウノウ）が運営。
- SEEBOX STUDIO[44]
- PeeVee.TV（2006年4月開始・2017年1月動画投稿サービスを停止） - エキサイトドガログ[45]、旅ドガ[46]、毎日動画[47]、楽天動画チャンネル[48]、ちょびリッチVISION[49]にシステム提供。
- Any TV[50]
- ワッチミー!TV[27] - フジテレビラボLLCが運営。
- AmebaVision[26] - サイバーエージェントが運営。
- Askビデオ[51]（日本） - トランス・コスモス傘下のJストリームを利用した動画共有サービス[52]
- ClipCast[53]
- i-revoマイポータル[54][55] - 動画投稿機能
- GREE[56] - 動画投稿機能

 
|

- EbiTV![57]（MyRepo.TV[58]）
- goo ClipLife[59][60] - NTTレゾナント運営。
- みなくるビデオ[61]
- ビデオポップ[62] - ウノウ（後のジンガジャパン）が運営。全キャリア対応のモバイル動画共有サイト。
- jigチャンネル[63]
- RAGUUN[64] - 字幕.inに動画投稿機能を提供[65]。
- zoome[28] - ソフトバンク傘下のアイティメディアの子会社運営。当初は投稿者のみが動画に字幕を付けられたが、後で視聴者にも解放された[66]
- mixi動画[67]
- Yahoo!ビデオキャスト[68] （日本）- Yahoo! JAPANのサービス
- eyeVio[69] - かつてソニーが運営
- ニフティービデオ共有[70]
- Catchy!（キャッチー）[71]
- OnAir[64]
- ミヤング[72]
- なんとか動画[73] - 弾幕ビデオサイト
- OKVideo[74][73] - ユーザーがリクエストしたテーマの動画を投稿・視聴できるサービス
- ediPa[75]
- zump[76]
- mofur[77] - ショートビデオ共有サービス

など。

#### 北アメリカ
- Google Video
- MySpace Video[78] -  日本版をソフトバンクとニューズ・コーポレーションの合弁会社が運営[79]。
- Soapbox[80] -  Microsoft運営
- blip.tv[81]
- vSocial[82]
- EyeSpot[83]
- Revver - 世界で初めて広告収入を動画投稿者に分配する仕組みを導入した[84]。
- Grouper（業態転換し閉鎖[85]） - 米国ソニーが買収[86]。
- GUBA
- Yahoo! Video
- Jumpcut[87]
- Stage6[88]
- Crunchyroll（業態転換）
- Vine - ショートビデオ共有サービス
- VReel
- YourFileHost
- Dropshots[89] （2005～2020）- 写真&ビデオ共有サービス
- Metacafe（2003～2021）- 2003年イスラエルで開設、2006年アメリカカリフォルニア州に本社を移転
- SchoolTube（YouTubeの埋め込みサイト化） - K-12向け動画共有サービス
- Veoh（2006～2024）- 2005年9月ビデオ配信ソフトとして開始、2006年3月に動画共有サイトに業態転換。2010年アメリカの運営会社が倒産。2010年のイスラエル企業の傘下を経て2013年アメリカのFC2傘下となった。

#### ヨーロッパ
- Wat tv（フランス）
- sevenload（ドイツ）
- MyVideo（ドイツ）
- MaYoMo（オランダ）
- LiveLeak（イギリス）（2006～2021）

#### アジア
- Xtube（キプロス）（2006～2020）
- Tune.pk（パキスタン）（2007～2021）

##### 韓国
- Pandora TV（2005～2023） - 世界で初めて、ユーザーが投稿した動画に広告を添付し、ユーザーがアップロードできる無制限のストレージスペースを提供した動画共有サイト。韓国市場1位の動画サービスだったが、2009年に施行された韓国のインターネット実名制と著作権三振アウト制の施行期間中にYouTubeに韓国市場を奪われた[90][91]。2022年7月一般ユーザーのアップロードを停止、コンテンツ連携契約を締結した個人・法人ユーザーのみアップロードできるサービスに変更
- Daum TV Pot（2007～2017） - ライコスクリップにシステム提供[92]。
- Naver TV - アップロードはチャンネル開設者のみでチャンネル開設は審査制だった。2022年3月Naver NOW.と統合しサービス終了

##### 中国
- Tudou - Youkuに買収され動画の投稿機能をYoukuに統合
- 酷6网 - 中国の動画共有サイト初めてNASDAQに上場[93]
- 迅雷看看[94][95]
- UUME[96] - ショートビデオ共有サイト[97]
- 6.cn - ライブビデオストリーミングサービスに業態転換
- MEGAVIDEO（香港）
- I'm vlog[98]（台湾） - 日本版も展開していた[64]。

### 企業向け動画ホスティングサービス
| サービス名          | 運営会社/所有者             | 設立年 | 国             | 備考 |
| ------------------- | --------------------------- | ------ | -------------- | --- |
| Brightcove          | Brightcove, Inc.            |        | アメリカ合衆国 | 大企業向け。日本ではTVerなどに採用されている                                                                   |
| Wistia              | Wistia Inc.                 | 2011   | アメリカ合衆国 | プロ配信者向けに月額プランがある（動画数10本を超えると、 超過料金が加算される）。動画3本無料の初心者版もある。 |
| kaltura             | Kaltura Inc.                |        | アメリカ合衆国 | |
| Vidyard             | Buildscale Inc.             |        | カナダ         | |
| JW Player           | LongTail Ad Solutions, Inc. | 2005   | アメリカ合衆国 | 初期のYouTubeに使用されていた埋め込み動画プレイヤー                                                            |
| Alugha              | ALUGHA GMBH                 | 2014   | ドイツ         | |
| J-Stream Equipmedia | Jストリーム                 |        | 日本           | |

## 利用者
各種調査によると、日本では動画共有サービスは若者・中年（20代〜40代）が音楽やユーザー生成コンテンツ(UGC)を見るために利用している。アニメも人気がある。一方、動画配信サービスは高年齢者（50代〜60代）が映画やテレビ番組を見るために利用している。アメリカでは中年以上の世代にニュース動画も人気である。
動画共有サービス利用者の6割以上は週1回以上利用している。毎日利用するヘビーユーザーは1割程度で、半数は1回の利用時間が30分以下である。しかし10代は4人に1人がヘビーユーザーである。

## ビジネス
動画共有サイトには、多数の利用者が居り、ビジネスチャンスがある。

### マーケティング
動画共有サイトはバイラルマーケティングに利用できる事が分かっている。「メントス＆コーラ」は1000万ドルの広告効果があったと言われている。これはメントスの製造会社の年間宣伝広告費の半分に相当する。
音楽業界にとっては、動画共有サイトはCD及びダウンロード型音楽配信での購入を見送った理由にあげられる商売敵である。しかし音楽はYouTubeで聞く人が最も多い為、音楽業界はYouTubeに公式チャンネルを作るなどして、プロモーションを行っている。

### コンテンツ権利者との収益分配
YouTubeやIQIYIなどの動画共有サイトへのコンテンツ投稿者の一部はサイト運営者とライセンス契約などを結び、収益を得ている。特にYouTubeへの投稿者はYouTuberと呼ばれる。こうしたコンテンツ投稿者の一部はマルチチャンネルネットワーク（MCN）に所属して活動している。MCNの一部は株式公開する規模にまで発展しており、その一例としてBrave Bison GroupやUUUMが挙げられる。
YouTubeはContent IDと呼ばれる自動コンテンツ認識技術 (ACR) を2007年より導入しており、仮に他者が著作権を有しているコンテンツが別ユーザーによってYouTubeに無許諾で違法投稿されても、著作権者側はこれをブロックするだけでなく「マネタイズ」(収益化) する選択肢を提供している。
角川グループは動画利用の公認バッジ制度を設立して、動画再生閲覧やエキジビジョン数を増大させた。広告収入も伸びた。

### 運営
動画共有サイトの運営には機能の開発、アップロード、拡張し続ける動画ストレージ、動画再生、著作権対策などのコストがかかる。
Alphabet Inc.が公開したYouTubeの広告収入は、2017年81億ドル、2018年111億ドル、2019年151億ドルだった。YouTubeの広告の利益やYouTube Premiumなどの情報は開示していない為、YouTubeが黒字を達成したかは、不明である。YouTubeは音楽業界に対して年間30億ドルを支払っている。
IACが公開したVimeoの2019年収入1億9601ドルに対して営業損失5192万ドルだった。
逆さ合併して中国の動画共有サイト初めてNASDAQに上場した酷6网（Ku6 Media）は、親会社に合併され上場廃止になるまでの期間、通年黒字化を達成できなかった。
中国版YouTubeとも呼ばれていたYoukuは、ニューヨーク証券取引所に上場してから上場廃止になるまでの期間、通年黒字化を達成できなかった。
過去に通年黒字化を公表した動画共有サイトにはニコニコ動画とPandora TVがありどちらもローカルビジネスであった。
ライブビデオストリーミングサービスやプロコンテンツがメインの動画配信サービスと比べると黒字化事例が少ない。

## 技術
基本的にはストリーミング型を採用している。VeohのようにP2Pを併用した物もある。しかしあまり人気がない。YouTubeやニコニコ動画はファイルフォーマットとして、HTML5を使用している。
動画はテキストと比べて、回線やサーバーの負荷が大きい。コンテンツデリバリネットワークの利用など対策を行っている。また通信業者からはインフラただ乗りの批判がある。しかし、GoogleはYouTubeで増大した日米間の通信に対応するために、海底ケーブルを敷設している。
著作権者の要請により、著作権侵害検出技術が使われている。動画の特徴を事前に登録し、照合する電子指紋方式（フィンガープリント方式）。撮影機器や編集の様子などからプロが作成した動画かどうか判定するプロアマ判別方式（KDDI研究所）などがある。電子指紋方式はYouTubeやニコニコ動画、Myspaceeなどで使われている。

## 著作権
著作権者の承諾を得ずに、市場で流通している音楽や動画のコンテンツをアップロードする行為が常態化している。そもそも初期のYouTubeの人気はサタデー・ナイト・ライブの無許諾投稿によって火が付いたと言われている。ただし、著作権者によると思しき投稿も少数であるが見受けられる（これはコンテンツ宣伝目的に利用していると目される）。
多くの動画共有サイトは、アップロードの違法性の判断は、コンテンツの著作権者に限って委任する態度を取っている。すなわち、著作権者からの違法アップロードのクレームが提出されない限りは、コンテンツの違法性について判断しないと言う事である。著作権者以外の第三者からの違法アップロードのクレームは受け付けないとするサイトが多い。（第三者が動画共有サイトに対して、アップロードされたコンテンツの違法性について通報ないし問い合わせする事自体を、「違法」と主張している場合が多い。）
このような状況から、動画共有サイトは著作権侵害という意見がある。しかしYouTubeは初期から、個別の削除要請（Notice＆Take down）に応じ、ライセンス料を支払っていた。また直接責任は投稿者にあり、オンラインサービスプロバイダとして投稿の場を提供しているにすぎない動画投稿サイトは、セーフハーバー条項で免責されると主張していた。プロバイダーの二次侵害責任 (間接責任) を制限する法律は米国著作権法 第512条 (デジタルミレニアム著作権法によって追加されたセーフハーバー条項) のほか、欧州連合 (EU) ではDSM著作権指令、日本では通称・プロバイダー責任法に見られる。
また権利擁護団体からは全ての投稿が違法ということはなく、米国であればフェアユースで認められる投稿もあるという意見もあった。
これに対して、著作権者はVeoh（2006年）やYouTube（2007年）などに対して著作権侵害訴訟を起こした。結果はVeohやYouTube自身の著作権侵害を認めない（VeohやYouTubeの勝訴）ものだった。一方、ユーザーも著作権者に対して訴訟を起こした。これは、フェアユースに該当する動画を、著作権者が動画共有サイトに対して削除依頼をした件に対して取消請求をするものであり。ユーザーが勝訴する事例も出た。
日本では、著作権者が2006年から対策を求めるようになった。2008年、YouTubeはJASRACに対して、著作権料を支払うことにした。
しかし日本の著作権法にはフェアユースやNotice＆Take downの規定がない。Notice＆Take down規定があれば、著作権者の申し出を受けて動画共有サイトが削除した後に、著作権者と投稿したユーザーが権利侵害について事後的に話しあうことが出来る。しかしプロバイダー責任法では、事前に権利侵害の判断がなければ削除できない。またユーザーは権利侵害と判断されれば、いきなり処罰されてしまう。この他にもIP放送を放送ではなく自動公衆送信（通信）と扱う事で、地上波番組の放映や著作権処理を難しくしているという意見もある。2008年にはインターネット時代に対応した「ネット法」を制定すべしとの議論が提起された。
しかし2010年施行の改正著作権法ではダウンロードは違法化され、日本版フェアユースも先送りされた。ストリーミング配信の閲覧に影響はないが、投稿者からは逮捕者が出た。6月、Youtubeへの動画（週刊少年ジャンプの漫画を撮影した動画）の投稿をした中学生が、著作権法違反容疑により逮捕されたのである。
さらに2012年施行の改正著作権法では、録音または録画にあたる有償著作物等のダウンロードが刑事罰化された。これについては具体的効果に疑問があったと言う意見がある。
さらに2018年（平成30年）12月30日から著作権法における非親告罪化に関して、「TPP関連法案国会審議」に基づく同法の改正案が可決成立し、非親告罪化規定が、TPP11協定発効日である2018年（平成30年）12月30日から施行される事が決定した。

### 逮捕事例
- 2010年6月14日、名古屋市中区の中学3年生の男子生徒がONE PIECEなど、主に「週刊少年ジャンプ」に掲載されている日本の漫画を著作権者に無断で公開し、YouTubeにアップロードしたとして京都府警察に逮捕された[140]。
- 2011年5月11日、嵐のコンサート映像とバラエティー番組をYouTubeにアップロードしていたとして男が逮捕された[141]。
- 2011年5月24日、ニコニコ動画に映画をアップロードした人を逮捕[142]。
- 2011年7月26日、仮面ライダーのテレビ番組をFC2動画にアップロードした人を逮捕[143]。その他、別事件で、FC2動画にアップロードした2名を逮捕した。
- 2015年1月5日午後7時ごろ、万引をしたように見せかける虚偽の動画を撮影する目的で、武蔵野市のコンビニエンスストアに侵入したとして、1月18日に東京都に住む19歳の少年が捜査員によって米原駅で逮捕された。少年は逮捕容疑以外にもスーパーマーケットの店内にあるスナック菓子につまようじを混入させたり、スーパーやコンビニ・鉄道駅構内の売店での万引き（を装っている様子）をスマートフォンで撮影した動画を投稿した。その後自宅を出て逃走し逮捕に至る[144]。少年は2013年には「博多駅で通り魔をやる」と予告した動画をYouTubeに投稿し、（直前の万引き行為の容疑で）逮捕されている[145][146]。
- この他にも、自動車を一般道路などで法定速度を超えて運転するいわゆる速度違反を行ってその様子を公開したことによって視聴者から警察に通報されて逮捕や書類送検に至ったケースもある。